# O Pagador de Promessas (minissérie)
O Pagador de Promessas é uma minissérie brasileira produzida e exibida pela TV Globo de 5 a 15 de abril de 1988, em 8 capítulos.
Escrita por Dias Gomes, foi baseada na peça teatral de própria autoria. A direção foi de Tizuka Yamasaki.
Contou com as atuações de José Mayer, Denise Milfont, Walmor Chagas, Carlos Eduardo Dolabella, Joana Fomm, Nelson Xavier, Osmar Prado e Guilherme Fontes nos papeis principais.

## Trama
Zé do Burro é um simplório lavrador de uma família de posseiros que luta contra os latifundiários rurais, cujo principal representante é Tião Gadelha. Porém o ingênuo Zé é alheio a esses conflitos e vive num mundo à parte com seu fiel companheiro, um burro chamado Nicolau. Razão do seu apelido, Zé do Burro.
Vítima de um acidente, Nicolau fica à beira da morte, e Zé faz uma promessa a Santa Bárbara para que ela salve o animal. O pagamento é carregar uma pesada cruz de sua roça em Monte Santo, interior baiano, até a igreja de Santa Bárbara em Salvador. Nas escadarias da igreja, com os ombros feridos, o conflito maior é deflagrado a partir da incompreensão do Padre Olavo, religioso conservador que não consegue entender a pureza da proposta. A promessa tinha sido feita num ritual de candomblé para Santa Bárbara, da Igreja Católica, que é sincretizada com a Orixá Iansã. Furioso, o padre tranca a porta da igreja e acusa o lavrador de heresia.
Aos poucos, porém, Zé do Burro cativa a população e sua insistência vai elevando a tensão até um confronto com a polícia, bem nos meios dos barulhentos festejos em homenagem à santa. No seu insano calvário, Zé do Burro, vê sua bela mulher Rosa, ser seduzida pelo esperto gigolô Bonitão. Fascinada pelo cafetão, Rosa ainda enfrenta o ódio da prostituta Marli. Para completar a teia de confusões, Zé torna-se vítima das manipulações de Aderbal, um jornalista que o transforma num místico revolucionário, dando a promessa do peregrino uma conotação política.

## Elenco
- José Mayer - Zé do Burro
- Denise Milfont - Rosa / Iansã
- Walmor Chagas - Padre Olavo
- Nelson Xavier - Bonitão
- Joana Fomm - Marli
- Guilherme Fontes - Aderbal
- Osmar Prado - Padre Eloy
- Carlos Eduardo Dolabella - Tião Gadelha
- Harildo Deda - Romualdo
- Mário Lago - Dom Germano
- Stênio Garcia - Seu Dedé
- Yara Lins - Dona Teca
- Diogo Vilela - Lula
- Lúcio Mauro - Dr. Quindim
- Zeny Pereira - Mãe Maria de Iansã
- Maria Alves - Coló
- Vicente Barcellos - Padre Cipriano
- Jorge Cherques - Dom Romário
- Emiliano Queiroz - Zarolho
- Regina Dourado - Branca
- Joel Barcellos - Caveira
- Ângela Figueiredo - Alice Gadelha
- Antônio Grassi - Pedro Santana
- Yara Cortes - Dona Dagmar
- Mário Gusmão - Mestre Coca
- Chica Xavier
- Ilo Krugli - Galego
- Jofre Soares - Jofre
- Ênio Santos - Rupió
- Felipe Pinheiro - Padre Mário
- Pedro Cardoso
- Gabriela Alves
- Ana Beatriz Nogueira
- Ernesto Piccolo
- Aída Leiner
- Jurandir de Oliveira

## Exibição
Concebida em 12 capítulos, a história teve que ser reeditada por imposição da Censura, e acabou sendo exibida em apenas oito capítulos. As referências políticas, as menções das lutas dos sem-terra e posseiros e a reforma agrária foram suprimidas, tirando o gênese da personagem.

### Reprises
Foi exibida pela primeira vez entre 27 de maio a 7 de junho de 1991, na sessão Vale a Pena Ver de Novo, em dez capítulos, substituindo Riacho Doce e sendo substituída por O Tempo e o Vento.
Foi reprisada pela segunda vez entre 18 de maio e 21 de maio de 1999, compactada em quatro capítulos, quando da morte do autor Dias Gomes, vítima de um acidente de carro em 18 de maio de 1999.
Foi exibida pela terceira vez no especial Luz, Câmera, 50 Anos no dia 07 de janeiro de 2015 em formato de longa-metragem, em comemoração aos 50 anos da emissora.

### Outras Mídias
Em novembro de 2010 foi lançada em DVD com 3 discos pela Globo Marcas.

## Outras versões
- O Pagador de Promessas teve uma versão cinematográfica em 1962, dirigida por Anselmo Duarte, que é até hoje o único filme brasileiro a ganhar a Palma de Ouro no Festival de Cannes, na França.